# João Pinto Delgado
João Pinto Delgado (Portimão, 1580 — Amsterdão, 23 de dezembro de 1653) foi um poeta português, considerado um dos maiores expoentes da poesia cripto-judaica do século XVII.

## Vida
Era o mais velho dos três filhos de Gonçalo Delgado e neto de um poeta menor igualmente chamado João Pinto Delgado. Aos vinte anos deixa o Algarve e muda-se com a família para Lisboa, com o objectivo de estudar e prosseguir as suas ambições literárias. É na capital portuguesa – entretanto já sob o domínio espanhol da dinastia Filipina – que toma contacto pela primeira vez com as obras de Jorge Manrique, Garcilaso, Herrera, Góngora e Luis de León, que na época circulavam sob a forma de manuscritos. Apesar de existirem alguns poemas seus em português, o grosso da sua obra foi originalmente escrito em língua castelhana.
Em 1624, João Pinto Delgado parte para Ruão, em França, para se juntar aos seus pais, que entretanto tinham escapado à Inquisição portuguesa. É nesta cidade francesa – onde o seu pai é um dos líderes da comunidade judaica ibérica ali radicada – que publica uma colecção de poemas que viria a cimentar a sua reputação literária: Poema de la Reyna Ester - Lamentaciones del Profeta Ieremias. Historia de Rut, y varias Poesias.
Pouco depois da Inquisição espanhola ter enviado um emissário a Ruão para investigar os cripto-judeus em França, a família de João Pinto Delgado parte para Antuérpia, atual Bélgica, e logo a seguir para Amesterdão. Aqui, perante a relativa tolerância religiosa holandesa, Pinto Delgado passa a praticar o judaísmo de forma aberta e livre pela primeira vez, passando a chamar-se Moshe (Moisés) Pinto Delgado. Entre 1636 e 1640 torna-se um dos sete parnasim (governadores) da Yeshiva (seminário religioso) Talmude Torá de Amsterdão, onde na altura estudava o pequeno Baruch Spinoza.
Na sua obra poética, João Pinto Delgado busca os seus temas frequentemente na bíblia hebraica, uma tendência que partilha com os poetas marranos da época. Tem uma atracção particular por histórias que relatam o poder de Deus para resgatar Israel em tempos de sofrimento, tal como o demonstram as narrativas de Ester e do Êxodo, ambos por ele adaptadas poeticamente.
Em Lamentaciones del Profeta Ieremias, João Pinto Delgado discorre sobre as tragédias da história de Israel, apresentando a visão de que o povo é responsável pelo seu sofrimento por ter falhado aderir por completo à Lei de Moisés. Este é um tema recorrente da literatura marrana, derivado em grande medida de sentimento de culpa em relação à sua própria observância religiosa judaica, disfarçada sob a falsa capa do omnipresente catolicismo.
Na poesia de João Pinto Delgado transparece a sua noção de que a Inquisição seria um instrumento de Deus para trazer os marranos de volta ao judaísmo, acordando neles a firme noção das suas origens. 